# Едуардо де Філіппо
Едуа́рдо де Філі́ппо (італ. Eduardo De Filippo) (Неаполь 24 травня 1900 — Рим 31 жовтня 1984) — італійський драматург, актор, режисер. Останній великий актор-автор неаполітанського театру. В Італії його звуть просто «Едуардо».

## Біографія
Народився 24 травня 1900 в Неаполі (Італія), в родині великого неаполітанського актора Едуардо Скарпетта.  
На сцену вперше вийшов в чотири роки. Його дитинство, отроцтво і юність пройшли в театрі його батька, де він вчився майбутньої професії, майстерності акторської гри, вмінню складати сценарії і п'єси, а також навичкам керівництва трупою. Театр став його життям і, по суті, єдиною школою. Регулярної закінченої освіти він не отримав: вчився тільки в школі і недовго в коледжі. У чотирнадцять років уклав свій перший контракт і був зарахований актором до театру зведеного брата Вінченцо Скарпетта, у провідну на той час неаполітанську трупу. Ця трупа залишалася для нього головною і надалі, хоча час від часу він працював і в інших театрах.  
У театрі Вінченцо Скарпетта були виконані і його перші комедії, найкращі з яких — «Говоріть йому завжди»(1927) і «Людина і джентльмен» (1922) — досі залишаються в репертуарі театрів різних країн.  
Разом з братом і сестрою багато працював в кінотеатрах перед початком сеансів, а також у вар'єте, яке в ті роки було дуже популярно. Багато складав для вар'єте, в основному одноактні п'єси.  
Наприкінці 1931 року разом з братом Пеппіно і сестрою Тітін створив свою першу трупу «Гумористичний театр де Філіппо», з яким об'їздили всю Італію. Театр проіснував 13 років. В кінці 1944 шляхи братів розійшлися, кожен з них очолив свій театр. Сестра Тітін залишилася з Едуардо. Для неї він написав багато жіночих ролей в своїх п'єсах.  
В березні 1945 року в Неаполі відкрився «Театр Едуардо» — на оперній сцені театру Сан Карло була дана прем'єра його п'єси «Неаполь-мільйонер», що мала величезний успіх. З цієї п'єси почалася велика драматургія Філіппо і його театру.
Літературну діяльність Едуардо де Філіппо почав в 1926 році, починав з діалектальних фарсів, так як все життя його пов'язане з театром Неаполя, прямим спадкоємцем комедії дель арте.  
Перший успіх прийшов до нього в 1931 році, після постановки комедії «Різдво в домі синьйора Куп'єлло».  
В кіно як актор він дебютував в 1932 році, а як режисер — в 1939 році, поставивши фільм «В полях впала зірка».  
Розквіт творчості драматурга, що зазнав вплив Р. Вівіані, Р. Скарпетти, Л. Піранделло, настає після падіння фашистської диктатури в 1945 році. Найкращі його комедії — по суті, сімейні драми, що поєднують мелодраматичне і драматичне: «Неаполь — мільйонер», «Філумена Мартурано», «Привиди», «Брехня на довгих ногах», «Де Преторе Вінченцо», «Мер району Саніта».  
Крім театральних постановок цих п'єс, він переніс кілька з них на екран, у тому числі — «Неаполь — місто мільйонерів» (1950), «Філумена Мартурано» (1951), «Привиди» (1954). П'єси де Філіппо лягли в основу фільмів Діно Різі «Привиди» (1968), Вітторіо де Сіка «Шлюб по-італійськи» (1964).   Комедійного листа де Філіппо значно різноманітило художні засоби комедійного театру, бо тонкий психологізм, соціальна глибина легко уживаються з Буффоном яскравістю і гротесками.  
Найбільш помітні акторські роботи де Філіппо створив (крім авторських екранізацій) у фільмах «Дівчата з площі Іспанії», «Золото Неаполя», «Усі по домівках».  
В останні роки життя драматург організував у Флоренції школу молодих драматургів, в 1981 році — драматичну студію в Римі.  

## Особисте життя
Був тричі одружений. У другому шлюбі у нього народилося двоє дітей — син Лука і дочка Луїзелла. Дівчинка раптово померла у віці 10 років від крововиливу у мозок, цю трагедію він переживав дуже важко. Син Лука де Філіппо став актором. Йому Едуардо де Філіппо передав свій театр. Пішов з життя 31 жовтня 1984 в Римі.

## Фільмографія

### Театр
| - Farmacia di turno (1920) - Uomo e galantuomo (1922) - Requie a l'anema soja... / I morti non fanno paura (1926) - Ditegli sempre di sì (1927) - Filosoficamente (1928) - Sik-Sik, l'artefice magico (1929) - Chi è cchiu' felice 'e me! (1929) - Quei figuri di trent'anni fa (1929) - Ogni anno punto e da capo (1931) - È arrivato 'o trentuno (1931) - Natale in casa Cupiello (1931) - L'ultimo Bottone (1932) - Gennareniello (1932) - La voce del padrone / Il successo del giorno (1932) - Una bella trovata (1932) - Noi siamo navigatori (1932) - Thè delle cinque (1932) - Cuoco della mala cucina (1932) - Il coraggio (1932) - Il dono di Natale (1932) - Parlate al portiere (1933) - Tre mesi dopo (1934) - Sintetici a qualunque costo - Quinto piano, ti saluto! (1934) - Uno coi capelli bianchi (1935) - L'abito nuovo (1936) - Occhio alle ragazze! (1936) - Che scemenza (1937) - Il ciclone (1938) | - Pericolosamente / San Carlino (1938) - La parte di Amleto (1940) - Basta il succo di limone! (1940) - Non ti pago (1940) - Io, l'erede (1942) - La fortuna con l'effe maiuscola (1942) - Sue piccole mani - Napoli milionaria! (1945) - Occhiali neri (1945) - Questi fantasmi! (1946) - Філумена Мартурано (1946) - Le bugie con le gambe lunghe (1947) - La grande magia (1948) - Le voci di dentro (1948) - La paura numero uno (1950) - Amicizia (1952) - Mia famiglia (1955) - Bene mio e core mio (1955) - De Pretore Vincenzo (1957) - Il figlio di Pulcinella (1957) - Sabato, domenica e lunedì (1959) - Il sindaco del rione Sanità (1960) - Tommaso d'Amalfi (1962) - L'arte della commedia (1964) - Dolore sotto chiave (1964) - Il cilindro (1965) - Il contratto (1967) - Il monumento (1970) - Gli esami non finiscono mai (1973) |

### Кіно
| - Tre uomini in frac (1932) - Il cappello a tre punte (1934) - Quei due (1935) - Sono stato io! (1937) - L'amor mio non muore (1938) - Il marchese di Ruvolito (1939) - Il sogno di tutti (1941) - A che servono questi quattrini? (1942) - Non ti pago! (1942) - Casanova farebbe così! (1942) - Il fidanzato di mia moglie (1943) - Non mi muovo! (1943) - La vita ricomincia (1945) - Uno tra la folla (1946) - Assunta Spina (1948) - Campane a martello (1949) | - Cameriera bella presenza offresi (1951) - Cinque poveri in automobile (1952) - Le ragazze di Piazza di Spagna (1952) - Сім смертних гріхів / Les Sept Péchés capitaux (епізод «Жадібність») - Cento anni d'amore (1953) - Traviata '53 (1953) - Villa Borghese (1953) - Золото Неаполя / L'oro di Napoli di Napoli (1954) - Tempi nostri (1954) - Cortile (1955) - Vento di passioni (1958) - Ferdinando I° re di Napoli (1959) - Tutti a casa (1960) - Fantasmi a Roma (1960), |